# Jiquilpan
Jiquilpan (scritto anche nelle forme Xiuquilpan, Xiquilpan, Xiquilpa, sulla base di una Náhuatl parola per il «luogo di tinta piante») è un comune nello stato messicano di Michoacán de Ocampo. La sua sede comunale è Jiquilpan de Juárez. È stato il luogo di nascita di Anastasio Bustamante, che fu presidente della Repubblica per tre volte in tre occasioni alla metà del XIX secolo e di Lázaro Cárdenas del Río, presidente della Repubblica dal 1934 al 1940.